# ヒジキ
ヒジキ（鹿尾菜、羊栖菜、学名: Sargassum fusiforme）は、ヒバマタ目ホンダワラ科ホンダワラ属に属する褐藻の1種である。ときに長さ1メートル以上になる大型の海藻であり、棍棒状の葉をつける。波の荒い海岸の岩礁域潮間帯下部に繁茂し、春から初夏に生殖器を付けて成熟、夏になると大部分が消失するが、繊維状の付着器が残ってそこから芽を出して生長する。日本を含む東アジア沿岸域に分布し、日本では北海道の道南以南に分布するが、日本海側北部にはほとんど見られない。
日本では古くから煮物などの食材とされ、総菜として極めてふつうに使われている。一般的に健康食・長寿食とされていることから、旧敬老の日にちなんで9月15日を「ひじきの日」としている。日本で流通しているヒジキの多くは中国や韓国産の養殖品であるが、日本産のヒジキの多くは天然品である。

## 特徴
付着器は繊維状根であり、そこから直立する短い円柱状の茎から数本の主枝が伸びている。主枝は先端成長を行い、円柱状、直径3–4ミリメートル、長いものでは長さ1メートルを超えることもあり、また長さ5–10センチメートルの側枝を羽状に互生する（右上図1）。主枝や側枝には多数の葉がついており、下部の葉は扁平なへら状で鋸歯があり（右上図3–5）、上部の葉は円柱状であるが（右上図2）、地域による葉の形態変異が大きい。日本海側では、上部の葉も扁平で幅広くなることがある。気胞は葉腋に生じ、紡錘形で葉よりも短い。藻体の質は多肉質、色は黄褐色であるが乾燥すると黒くなる。
雌雄異株であり、初夏に雄性または雌性の生殖器床を葉腋に数個ずつつける。生殖器床は長楕円形から円柱状、雄性生殖器床の方が雌性生殖器床よりも細長い。雄性生殖器床の生殖器巣中の造精器で精子がつくられ、放出される。雌性生殖器床の生殖器巣中の造卵器で形成された卵は放出され、雌性生殖器床を覆う粘液質中に留まり、そこで受精する。受精卵は発生を開始して幼胚となり、発生開始後1日ほどで粘液質から解離して水底に着生する。発芽体は仮根を発達させて岩に付着し、初期葉を形成して幼体となり、茎や繊維状根を伸ばす。幼体は翌年の初夏にかけて生長、成熟し、有性生殖後の夏にはほとんどの藻体は流出・消失するが、繊維状根の新しい部分は残存し、新芽を形成して新たな藻体を形成する。
葉緑体DNAとミトコンドリアDNAの全塩基配列、および核ゲノムのドラフト塩基配列 (おおよその塩基配列) が報告されている。

## 分布・生態
日本（北海道南西部（道南）、本州、四国、九州および沖縄本島）、韓国、中国南部に分布する。ただし潮汐差の小さい日本海側北部（青森県から能登半島）では粟島を除いて分布しておらず、日本海側南部でも散在的にしか見られない。タイプ産地は静岡県下田。
潮間帯下部の岩上に密生し、早春から初夏にかけて岩上を覆うように群落を形成する。垂直分布の範囲は比較的狭く（30–50センチメートル）、上限と下限の境界は明瞭である。

## 保全状況評価
日本全体では絶滅危惧種等には指定されていないが、沖縄県レッドデータブックでは絶滅危惧Ⅱ類に指定されている。分子系統地理学的研究からは、沖縄産のヒジキは本土産のヒジキと遺伝的にやや離れており、また沖縄集団の遺伝的多様性が低いことが示唆されている。また沖縄集団は、温暖化の影響で衰退する可能性が指摘されている。

## 分類
ヒジキは、Harvey (1859) によって Cystophyllum の新種として記載され、その後ラッパモク属 (Turbinaria) やホンダワラ属 (Sargassum)、または独自のヒジキ属 (Hizikia) に分類することが提唱されていた。最終的に、分子系統学的研究などによってホンダワラ属に含まれることが支持された。ホンダワラ属の中では、バクトロフィクス亜属 (subgenus Bactrophycus)、ヒジキ節 (section Hizikia)　に属する。
分布域の中で北部のものは葉が円柱状、南部のものは葉が扁平で鋸歯をもつ傾向があり、品種レベルで分けられることがあるが、区別は不明瞭である。
分子系統地理学的研究からは、ヒジキの中に大きな遺伝的多様性が存在することが示されており、おおよそ日本の太平洋岸北部、同太平洋岸南部、日本海-黄海-東シナ海沿岸の集団に分かれることが示唆されている。

## 人間との関わり

### 食用
ヒジキは、干ひじき（）として販売されている。日本では干ひじきを水で戻して油で炒め、根菜や油揚げ、ダイズ、シイタケ、鶏肉などとともに、醤油、砂糖、だし汁などで煮て煮物とすることが多い（下図1a）。他に、混ぜご飯やサラダ、卵焼き、天ぷら、白和え、酢の物、味噌汁などさまざまな料理に利用されている（下図1b）。

### 成分
ヒジキはカルシウム、マグネシウム、鉄、マンガン、ヨウ素などのミネラルとともに、ビタミン、食物繊維などに富んでいる（右表、下表）。また他の褐藻と同様、さまざまな生理活性作用を示すフコイダン (抗血栓作用、抗炎症作用、抗腫瘍作用、免疫調整作用など) やフコキサンチン (抗酸化作用、抗肥満作用、抗腫瘍活性) を含む点でも注目されている。
| 食物繊維総量   | 60.7 g |
| 水溶性食物繊維 | 22.5 g |
| 不溶性食物繊維 | 38.2 g |

ヒジキは鉄分が比較的多いが、この量は製造過程にも依存する。日本食品標準成分表2020年版（八訂）では、干ヒジキ100グラムあたり、製造過程で鉄釜で処理したもので鉄分58.0ミリグラム、ステンレス釜で処理したもので6.2ミリグラムとしている。また現在ヒジキ加工で主に用いられている蒸乾法では、加工時の容器の影響は受けにくいと考えられている。

#### 安全性
2001年10月、カナダ食品検査庁 (CFIA) は、発癌性のある無機ヒ素の含有率が、ヒジキにおいて他の海藻類よりも非常に高いという報告を発表し、消費をひかえるよう勧告した。これは複数の調査によって裏付けられ、イギリス・香港・ニュージーランドなどの食品安全関係当局も同様の勧告を発表した。
一方、日本の厚生労働省は、2004年7月、調査結果のヒ素含有量からすると、継続的に毎週33グラム以上（水戻しした状態のヒジキであり、体重50キログラムの成人の場合）を摂取しない限り世界保健機関 (WHO) の暫定的耐容週間摂取量を上回ることはなく、現在の日本人の平均的摂取量に照らすと、通常の食べ方では健康リスクが高まることはない、との見解を示した。また、海藻中のヒ素による健康被害があったとの報告はないとした（その他詳細は「ヒ素」を参照）。

### 加工
製品となるヒジキは部位によってよび分けられ、葉や気胞の部分は芽ひじき（小芽ひじき、米ひじき、姫ひじき）、主枝や側枝の部分は長ひじき（茎ひじき、糸ひじき）とよばれる。1本のヒジキからとれる芽ひじきと長ひじきの割合はふつう8:2ほどである。
ヒジキはアクが強く、生のままでは食用に出来ない。日本におけるヒジキの加工方法には、伊勢製法と房州製法がある。伊勢製法では、採取された藻体は最初に産地で天日干しされてから加工業者に運ばれ、水戻し・水洗・塩抜され、蒸し上げられた（蒸煮）後に再び乾燥され、出荷される。房州製法では、採取された藻体は乾燥せずに加工業者に運ばれ、海水または水で煮沸（煮熟）された後に乾燥されて出荷される。また乾燥せずに蒸煮することもあり、生炊きとよばれる。
伊勢製法によって三重県伊勢志摩地域で生産される干しひじきは「伊勢ひじき」とよばれ、地域団体商標に登録されている（第5085286号）。一方、房州製法によって千葉県で生産される干ひじきは「房州ひじき」とよばれ、千葉ブランド水産物に認定されている。

### 採取

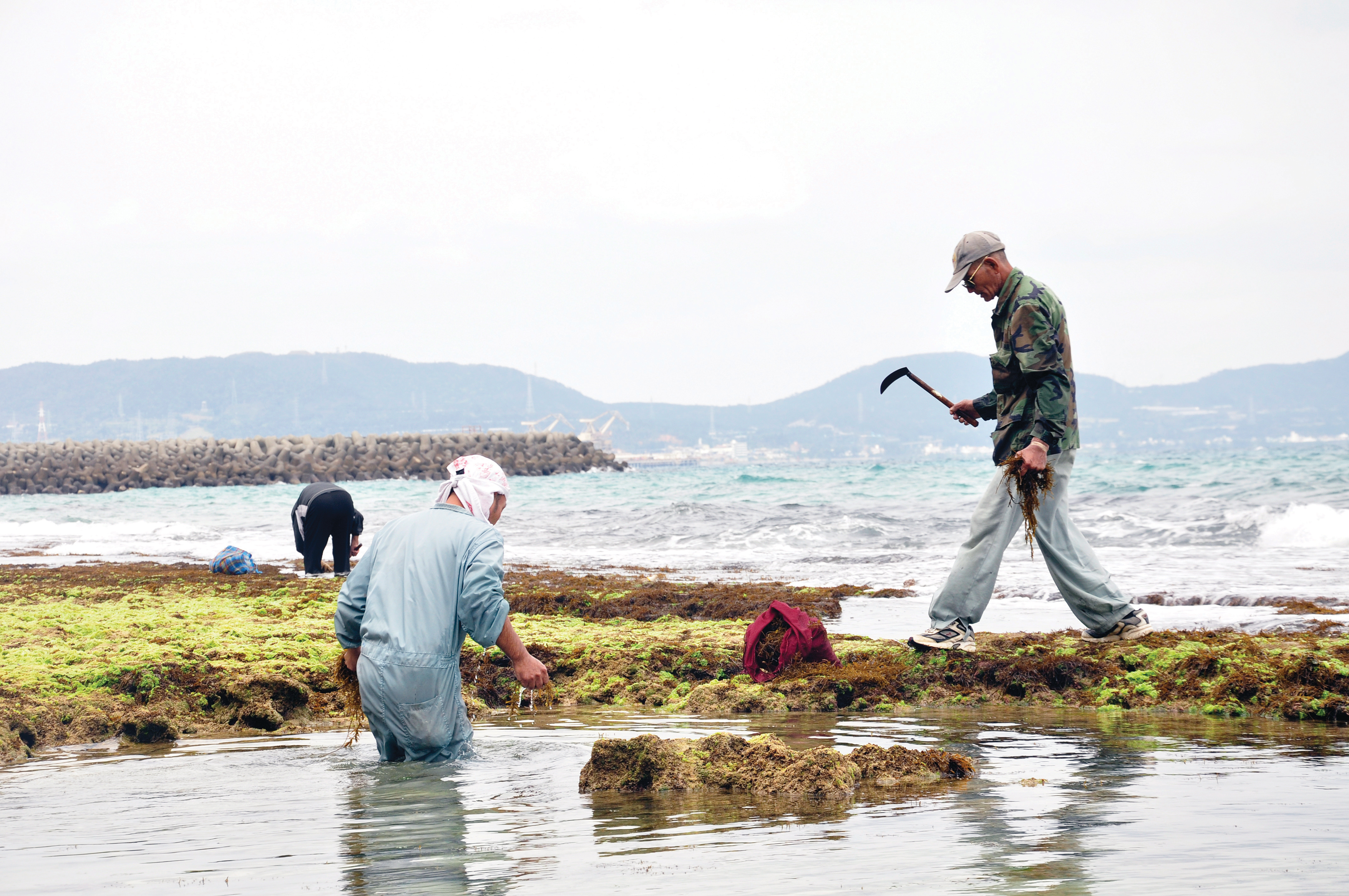
ヒジキの収穫 (沖縄、2月)

国内産ヒジキのほとんどは天然品であり、主な産地は千葉県、三重県、愛媛県、大分県、長崎県などである（2006年度現在）。国内でのヒジキの収穫はふつう春期（3月から6月）であり（この時期を過ぎるとかたくなる）、干潮時に鎌で採取される（左図）。ヒジキの採取地ではヒジキの繊維状根を傷つけないように採取され、また混生する大型褐藻であるウミトラノオなどの雑藻除去が行われることがある。
生産現場では、冬期（12月から1月）の柔らかい幼体は寒ひじき（早どれひじき）とよばれ、生炊き・乾燥して利用されている。その素朴な食味や食感から、漁協直販所などを通じて流通している。
藻食魚（アイゴ、イトイスズミなど）による摂食などによって、ヒジキの生育不良が広範囲で起こることがあり、天然産ヒジキの生産量は安定していない。

### 養殖
中国や韓国、および日本の一部では、採取した若い藻体を天然種苗としてロープに挟み込み、これを浮き流し式または支柱式で養殖している。挟み込み養殖では、ロープ1メートルあたり8–10キログラムの生産量に達する。国内では、山口県、愛媛県、大分県、長崎県などで養殖が行われている。天然種苗を用いた養殖ヒジキは、もととなった天然ヒジキにくらべて2倍程度重く（長いものは3メートルに達する）、葉や気胞が有意に多かったが、味に差異はなかったという結果が報告されている。天然種苗の利用のみでは養殖規模に限界があり、また天然資源への悪影響があるため、採取した受精卵を陸上水槽で培養した幼胚や、繊維状根を細断して培養した幼芽などの人工種苗の利用も進められている。

### 流通
日本国内で流通する食用ヒジキの80%以上は中国および韓国からの輸入品である。2015年の国内流通量は5,178トン（乾燥重量換算）であり、そのうち中国産が2,475トン、韓国産が2,003トン、国内産は700トンほどであった。
中国および韓国からの輸入品のほとんどは養殖品であるが、日本産のものの多くは野外から採取した天然品である。
近年の食の安全性に対する意識の高まりに加え、2004年にJAS法の改正によってヒジキ加工食品の原料原産地表示が義務化されたため、国産ヒジキに対する需要が大きくなっている。

### 歴史
日本では古くからヒジキを食用としてきたと考えられており、『正倉院文書』（奈良時代）には既に「鹿尾菜（ひずき）」の記述が見られる。古くは鹿尾菜藻という呼び方も見られる。また『延喜式』（平安時代中期）には貢納品に選定されているが、貢納価値は低かった。『延喜式』では、ヒジキを用いた料理として、好物（煮物）を記している。このころから、ヒジキは伊勢神宮の神饌（供物）とされていた。また『伊勢物語』（平安時代）には以下の記述があり、「ひじき」と「しきもの（敷物）」を掛けている。

昔、男ありけり

懸想じける女のもとに、ひじき藻といふものをやるとて、

思ひあらば むぐらの宿に 寝もしなむ ひじきものには 袖をしつつも
—『伊勢物語』第三段
『毛吹草』（1645年）では、ヒジキの産地として伊勢国、紀伊国、阿波国を挙げている。また『料理物語』（1643年）では、ヒジキの料理として煮物、和え物を記している。江戸初期の『庖厨備用倭名本草』では、ヒジキを天日干しにしてつき砕いたものを米に混ぜて救荒食とした。。また明治初期には、ヒジキの主要産地として千葉県、三重県、和歌山県、長崎県が挙げられている。
煮付けたヒジキは散り散りになるので、古くは下手な字を「ヒジキの行列」、破れてみすぼらしい衣類を「ヒジキのようだ」と表現することがあった。
また、ヒジキは春の季語である。